# Scottish Second Division 2002/03
Die Scottish Football League Second Division wurde 2002/03 zum 28. Mal nach Einführung der Premier League als dritthöchste schottische Liga ausgetragen. Zudem war es die achtundzwanzigste Austragung als dritthöchste Fußball-Spielklasse der Herren in Schottland unter dem Namen Second Division. In der Saison 2002/03 traten 10 Vereine in insgesamt 36 Spieltagen gegeneinander an. Jedes Team spielte jeweils viermal gegen jedes andere Team. Bei Punktgleichheit zählte die Tordifferenz.
Die Meisterschaft gewannen die Raith Rovers, die sich damit gleichzeitig die Teilnahme an der First Division-Saison 2003/04 sicherten. Neben den Rovers stieg auch der Zweitplatzierte Brechin City auf. Absteigen in die Third Division mussten der FC Stranraer und FC Cowdenbeath. Torschützenkönig mit 21 Treffern wurde Chris Templeman von Brechin City.

## Statistiken

### Abschlusstabelle
| Pl. | Verein              | Sp. | S  | U  | N  | Tore    | Diff. | Punkte |
| --- | ------------------- | --- | -- | -- | -- | ------- | ----- | ------ |
| 1.  | Raith Rovers (A)    | 36  | 16 | 11 | 9  | 053:360 | +17   | 59     |
| 2.  | Brechin City (N)    | 36  | 16 | 7  | 13 | 063:590 | +4    | 55     |
| 3.  | Airdrie United (N)  | 36  | 14 | 12 | 10 | 051:440 | +7    | 54     |
| 4.  | Forfar Athletic     | 36  | 14 | 9  | 13 | 055:530 | +2    | 51     |
| 5.  | Berwick Rangers     | 36  | 13 | 10 | 13 | 043:480 | −5    | 49     |
| 6.  | FC Dumbarton (N)    | 36  | 13 | 9  | 14 | 048:470 | +1    | 48     |
| 7.  | FC Stenhousemuir    | 36  | 12 | 11 | 13 | 049:510 | −2    | 47     |
| 8.  | Hamilton Academical | 36  | 12 | 11 | 13 | 043:480 | −5    | 47     |
| 9.  | FC Stranraer        | 36  | 12 | 8  | 16 | 049:570 | −8    | 44     |
| 10. | FC Cowdenbeath      | 36  | 8  | 12 | 16 | 046:570 | −11   | 36     |

Platzierungskriterien: 1. Punkte – 2. Tordifferenz – 3. geschossene Tore – 4. Direkter Vergleich (Punkte, Tordifferenz, geschossene Tore)
| Saison 2002/03 |

| Zum Saisonende 2001/02 |                                   |
| (A)                    | Absteiger aus der First Division  |
| (N)                    | Aufsteiger aus der Third Division |